# Akzidenz-Grotesk
Akzidenz-Grotesk est une police de caractères sans empattement (grotesk, en allemand ; linéale ou sans sérif), créée par la fonderie H. Berthold AG sous le nom Accidenz-Grotesk, en 1896,,. Le dessin du caractère provient de la police Royal Grotesk, du créateur de caractères royal, Ferdinand Theinhardt, dont la fonderie sera rachetée par H. Berthold AG,.
Ce fut la première police sans empattements largement utilisée. Elle a influencé de nombreuses polices par la suite (Helvetica, Univers, Folio, Arial, etc.).